# Christian Friedrich von Kahlbutz
Christian Friedrich von Kahlbutz (Kampehl, 6 marzo 1651 – Kampehl, 3 novembre 1702) fu un cavaliere brandeburghese, rimasto famoso soprattutto per la perfetta conservazione del suo cadavere, avvenuta spontaneamente fino al giorno d'oggi senza il ricorso ad alcun processo di mummificazione artificiale. La sua mummia è un'attrazione turistica.

## Antefatti
Il Grande Elettore Federico Guglielmo di Brandeburgo aveva ricompensato Kahlbutz, per i suoi meriti nella guerra di Svezia, con la concessione in feudo di Kampehl, presso Neustadt, sulla Dosse. Al cavaliere andò in sposa una discendente della nobile famiglia brandeburghese dei von Rohr, che gli diede molti figli.

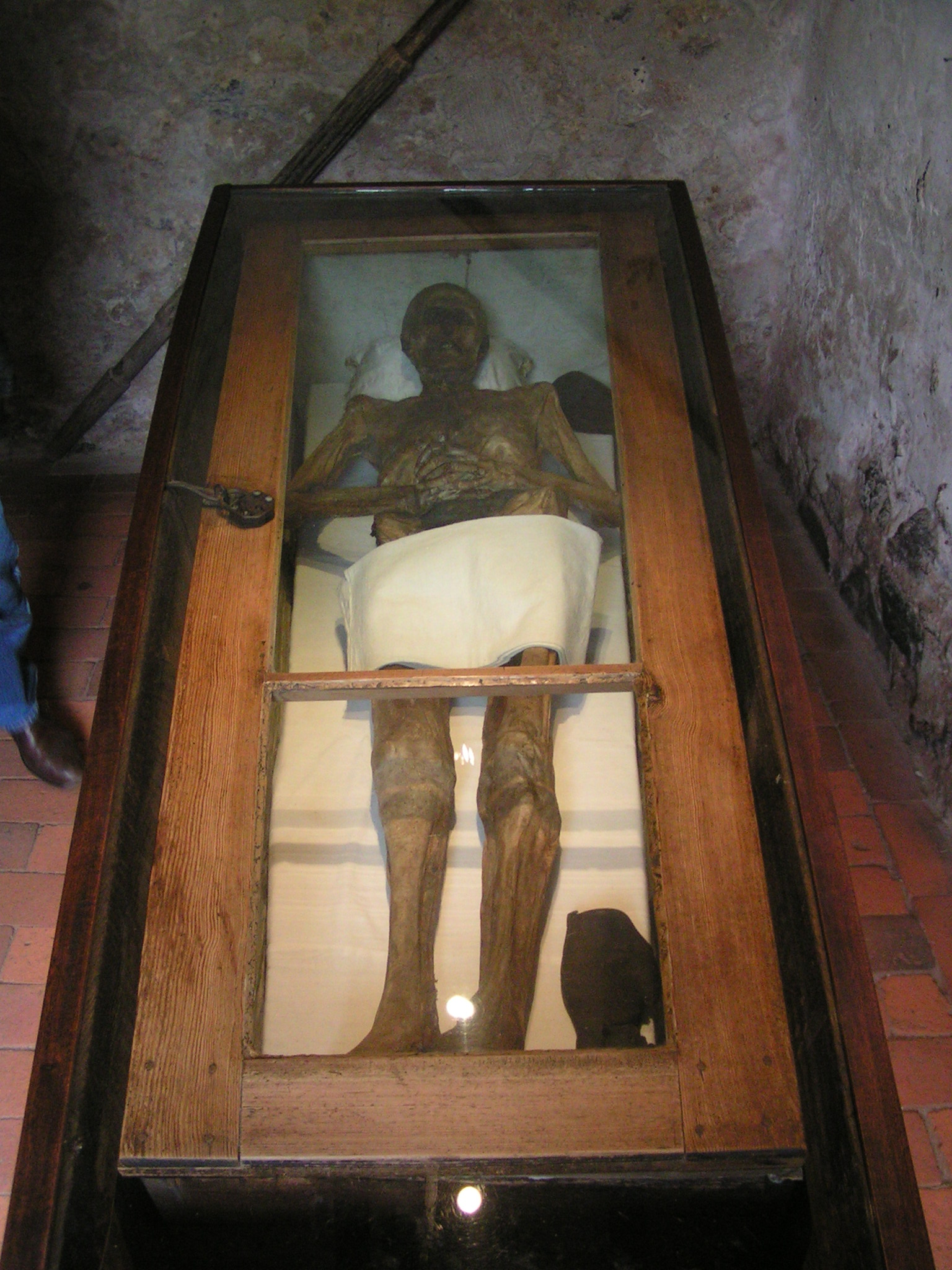
La mummia a figura intera

Nel 1690 Kahlbutz fu accusato dalla sua serva Maria Leppin di aver assassinato il promesso sposo di lei, il pastore Pickert della vicina località di Bückwitz. Il delitto sarebbe avvenuto per vendetta verso la donna, che aveva rifiutato al cavaliere lo ius primae noctis. Al processo, che fu celebrato a Dreetz presso Neustadt, Kahlbutz fu però assolto in base alla sua stessa dichiarazione giurata, per assenza di testimoni.
Il cavaliere Kahlbutz morì all'età di 52 anni per uno sbocco di sangue. Fu sepolto in una doppia bara nella tomba familiare presso la chiesa di Kampehl. Nel 1783 morì il suo ultimo discendente, e in seguito i beni dei von Kahlbutz cambiarono perciò ripetutamente di proprietario. Nel 1794, durante il restauro della chiesa, si decise come d'uso di traslare le bare al cimitero. All'apertura dei sarcofagi tutte le salme apparvero decomposte tranne quella del cavaliere Kahlbutz.

## Leggenda
La tradizione popolare trovò presto la sua spiegazione alla mummificazione del cavaliere Kahlbutz, e vi vide il giusto castigo divino per il delitto. Secondo la leggenda, davanti al tribunale il cavaliere avrebbe giurato: "Se davvero io sono l'assassino, voglia allora Dio che le mie spoglie non marciscano".
Fonti italiane attestano però una tradizione diametralmente opposta, secondo la quale Kahlbutz non fu assolto, ma condannato a suicidarsi, e invocò perciò davanti ai giudici la conservazione post mortem del proprio corpo a prova della sua innocenza. Il giuramento sarebbe avvenuto in nome dei Cavalieri del Tau, un ordine cavalleresco sorto ad Altopascio ed estesosi a tutto il continente. Il cavaliere è citato come Christian Jacopo Kalbutz [sic]: con un secondo nome, cioè, mutuato da quello del patrono del comune toscano.

## Interrogativi
Com'era logico attendersi, la mummia non imbalsamata del cavaliere avrebbe presto subito numerosi esami per chiarire il motivo del mancato innesco, su di essa soltanto, del naturale processo di decomposizione. Tanto Rudolf Virchow quanto Ferdinand Saurebruch si occuparono della salma, e anche l'ospedale berlinese della Charité analizzò inutilmente il cavaliere Kahlbutz negli anni ottanta. Perché Kahlbutz non si sia decomposto fino ai nostri giorni è un mistero ancora irrisolto. Nondimeno si conoscono rari casi in cui, similmente, la decomposizione si è arrestata.

## Mummificazione naturale
La decomposizione di un cadavere può rallentare o arrestarsi nel caso in cui la salma si disidrati e resti corificata: si forma così la mummia. In questo processo di mummificazione naturale rilevano anzitutto le condizioni dell'aria e del suolo. Aridità assoluta, lieve radioattività o esalazioni (ad es. acide o saline) dal terreno possono agire in tal senso, così come i sarcofagi sigillati o il flusso continuo d'aria molto secca. Analogamente, l'assunzione costante di tossici nell'arco della vita a scopo medicinale (in quantità molto piccole e innocue per il paziente) può favorire una mummificazione naturale. Vari principi attivi sono ancora rilevabili poco dopo la morte; poi, molte delle sostanze grasse di una mummia si trasformano o decadono nel corso del tempo.

## Stato delle ricerche
È ormai pacifico che il cavaliere Kahlbutz soffrisse di una malattia che gli aveva causato un forte dimagrimento: si può pensare in particolare al cancro, alla distrofia muscolare o alla tubercolosi. Alcune testimonianze depongono per quest'ultima, confermandone il quadro clinico. Secondo la tradizione Kahlbutz sarebbe "soffocato nel suo stesso sangue". Ciò si può conseguentemente interpretare nel senso che egli poco prima di morire ebbe un'emottisi, come poteva verificarsi per effetto di una grave patologia polmonare (tumore o, appunto, tubercolosi). Kahlbutz fu sepolto in una doppia bara di quercia. La decomposizione sarebbe stata quindi interrotta dal sarcofago ermetico, dagli stessi prodotti della putrefazione, e dalla sepoltura in suolo infertile di una salma peraltro già spolpata. A causa della struttura della tomba e della bara, una notevole massa d'aria poté scorrere sul cadavere, togliendogli acqua abbastanza da prosciugarlo. Ciò condusse infine alla mummificazione naturale per corificazione. Attraverso il secco ambiente esterno e il sarcofago, ben pochi insetti in grado di reinnescare la decomposizione poterono aggredire la salma.